# Laura Lizette Sander
Laura Lizette Sander (Pärnu, 15 mei 2004) is een Estisch wielrenster die sinds maart 2025 bij de Noorse wielerploeg Team Coop-Repsol rijdt.

## Carrière
Bij de junioren won ze in 2021 voor het eerst nationale titels op de weg, zowel de tijdrit als de wegwedstrijd en een jaar later prolongeerde ze beide titels. In 2023 startte ze bij de opleidingsploeg van AG Insurance-Soudal. In februari moest ze enkel Nienke Veenhoven voor zich laten in de junioreneditie van Gent-Wevelgem. Tevens won Sander in 2023 haar eerste kampioenschappen bij de elite, ze bleek in zowel de tijdrit als de wegwedstrijd de sterkste. In 2024 verdedigde ze beide titels met succes, daarnaast zegevierde ze ook in de beloftenwedstrijd op de weg. In 2025 moest ze bij dezelfde kampioenschappen op de weg haar meerdere erkennen in Elisabeth Ebras, een van haar concurrenten door de jaren heen. In 2025 veranderde ze ook van ploeg, ze startte het jaar bij het Britse Hess Cycling Team waar ze tot en met 12 maart onder contract zou staan. Ze stapte over naar het Noorse Team Coop-Repsol wegens onzekerheden over de licentie van de ploeg. Sander was niet de enige die in maart haar contract opzegde bij de Britse ploeg, onder anderen Natalie Quinn, Esther Wong Kate Richardson en Ebras deden hetzelfde. Namens de Noorse wielerploeg startte Sander in wedstrijden zoals de Ronde van Vlaanderen, Parijs-Roubaix en de Amstel Gold Race.

## Overwinningen

### Veldrijden

#### Resultatentabel
| Seizoen  | WK | EK  | EK   | Klassementen | Klassementen | Klassementen | Klassementen | Klassementen | Podia | Podia  | Podia | Aantal crossen |
| Seizoen  | WK | EK  | EK   | WB           | SP           | Trofee       | TOI          | Swiss        | Goud  | Zilver | Brons | Aantal crossen |
| -------- | -- | --- | ---- | ------------ | ------------ | ------------ | ------------ | ------------ | ----- | ------ | ----- | -------------- |
| Junioren |    |     |      |              |              |              |              |              |       |        |       |                |
| 2020-21  | -  | -   | Goud | -            | -            | -            | -            | -            | 1     | -      | -     | 3              |
| 2021-22  | -  | DNF | Goud | -            | -            | -            | -            | -            | 1     | -      | -     | 2              |
| Elite    |    |     |      |              |              |              |              |              |       |        |       |                |
| 2020-21  | -  | -   | -    | -            | -            | -            | -            | -            | -     | -      | -     | 2              |
| 2021-22  | -  | -   | -    | -            | -            | -            | -            | -            | -     | -      | -     | 2              |
| 2022-23  | -  | -   | -    | -            | -            | -            | -            | -            | -     | -      | -     | -              |
| 2023-24  | -  | -   | Goud | -            | -            | -            | -            | -            | 1     | -      | -     | 1              |
| 2024-25  | -  | -   | -    | -            | -            | -            | -            | -            | -     | -      | -     | -              |
| Totaal   | –  | –   | -    | –            | –            | –            | –            | –            | 1     | -      | -     | 5              |

#### Podiumplaatsen elite
| Legenda                       |
| ----------------------------- |
| Wereldkampioenschappen        |
| Continentale kampioenschappen |
| Nationale kampioenschappen    |
| Wereldbeker                   |
| Superprestige                 |
| Trofee                        |
| Overige veldritten            |

| Nr.           | Seizoen       | Datum           | Veldrit                      | Cat.          | Wedstrijdserie        |               |
| Overwinningen | Overwinningen | Overwinningen   | Overwinningen                | Overwinningen | Overwinningen         | Overwinningen |
| ------------- | ------------- | --------------- | ---------------------------- | ------------- | --------------------- | ------------- |
| 1.            | 2023-2024     | 21 oktober 2023 | Estisch kampioenschap, Narva | CN            | Estisch kampioenschap | [ 3 ]         |
| 2e plaatsen   |               |                 |                              |               |                       |               |
| 3e plaatsen   |               |                 |                              |               |                       |               |

### Weg
2021
 Estisch kampioene op de weg, junioren
 Estisch kampioene tijdrijden, junioren
2022
 Estisch kampioene op de weg, junioren
 Estisch kampioene tijdrijden, junioren
2023
 Estisch kampioenschap op de weg, beloften
 Estisch kampioene tijdrijden, elite
 Estisch kampioene op de weg, elite
2024
 Estisch kampioene op de weg, beloften
 Estisch kampioene tijdrijden, elite
 Estisch kampioene op de weg, elite
2025
 Estisch kampioene op de weg, beloften
 Estisch kampioene tijdrijden, elite
 Estisch kampioenschap op de weg, elite

#### Resultaten in voornaamste wedstrijden
| Jaar | Ronde van Italië | Ronde van Frankrijk | Ronde van Spanje |
| ---- | ---------------- | ------------------- | ---------------- |
| 2024 |                  |                     |                  |
| 2025 |                  |                     | opgave           |

| Jaar | Ronde van Vlaanderen | Parijs-Roubaix | Amstel Gold Race | Scheldeprijs |  | WK op de weg |
| ---- | -------------------- | -------------- | ---------------- | ------------ |  | ------------ |
| 2024 |                      |                |                  | 35e          |  | opgave       |
| 2025 | opgave               | buit.tijd      | opgave           | 95e          |  |              |

## Ploegen
- 2023 –  AG Insurance-Soudal NXTG
- 2024 –  AG Insurance-Soudal NXTG
- 2025 –  Hess Cycling Team (t/m 12 maart)
- 2025 –  Team Coop-Repsol (vanaf 13 maart)